# Aquil·les Malatesta de Sogliano
Aquil·les Malatesta de Sogliano (Rímini, 1591 - Rímini, 1633) fou fill de Rambert IV Malatesta de Sogliano al que va succeir junt amb son germà gran Corneli Malatesta de Sogliano el 1615. Fou privat de San Giovanni in Galilea, Sogliano, Montegelli, Rontagnano, Savignano di Rigo, Pietra dell'Uso, Montepetra, Spinello i Strigara perquè havien estat concedides a Rambert III Novello Malatesta de Sogliano per tres generacions. Va conservar el comtat de Talamello, i fou consenyor de Seguno, Pratolina, Rufiano, Meleto, Sapeto, Cigna, Bucchio, Monteguidi, Pozzuolo Vallenzera, Sassetta i Soasia. Va morir a Rímini el 1633.